# Bé Ruys
Amalie Elisabeth (Bé) Ruys (Hoenderloo, 27 oktober 1917 – Berlijn, 22 mei 2014) was een Nederlands hervormd predikant die sinds 1949 in Berlijn werkte.
Ruys bezocht het gymnasium in Arnhem en was actief binnen de Nederlandsche Christen-Studenten Vereeniging (NCSV). Na haar middelbareschooltijd volgde zij in Amsterdam een opleiding aan het Centraal Instituut voor Christelijke Sociale Arbeid (CICSA). In 1941 werd zij hulppredikant in Arnhem. Tijdens de Tweede Wereldoorlog was Ruys actief in het verzet en de hulp aan joodse onderduikers.
Haar mentor Hendrik Kraemer werd in 1947 de eerste directeur van de denktank van de Wereldraad van Kerken, het oecumenisch instituut te Bossey. Aan dit instituut volgde Ruys in datzelfde jaar een theologencursus en legde diverse internationale contacten. In 1949 werd Ruys door de Wereldraad van Kerken naar Berlijn uitgezonden als fraternal worker. In 1954 werd in Berlijn de Nederlandse Oecumenische Gemeente (NOG) opgericht, die zich richtte op de Nederlanders die in en rond Berlijn woonden. Ook was Ruys actief voor de vele Duitse vluchtelingen uit de DDR en Midden-Europa. De NOG beriep Ruys als predikant, de eerste vrouwelijke predikant in de Nederlands-Hervormde Kerk. De NOG werkte vanuit West-Berlijn. Na de bouw van de Berlijnse Muur in 1961 was de West-Berlijnse gemeente vanuit de DDR niet meer bereikbaar. In 1962 werd daarom in Oost-Berlijn een zustergemeente opgezet, met toestemming van het DDR-regime.
Ruys was ook actief in de Christelijke Vredesconferentie (CFK) die in 1958 in Tsjecho-Slowakije was opgericht. Deze Christelijke Vredesconferentie stond in het teken van de dialoog tussen Oost en West. De speelruimte die de Christelijke Vredesconferentie van de communistische overheid kreeg was zeer beperkt. Na het beëindigen van de Praagse Lente in 1968 hief de Nederlandse afdeling van de CFK zich op. Ruys bleef echter actief binnen de CFK, die in de DDR ook vertegenwoordigd was. Ruys steunde tijdens de Koude Oorlog het Sovjet-standpunt en de DDR. Ruys betreurde na de val van de Berlijnse Muur het verdwijnen van de DDR. Zij woonde tot haar dood op 96-jarige leeftijd in Berlijn.